# Skalice u České Lípy
Skalice u České Lípy – gmina w Czechach, w powiecie Česká Lípa, w kraju libereckim. Według danych z dnia 1 stycznia 2013 liczyła 1 234 mieszkańców.